# ایر صربیا

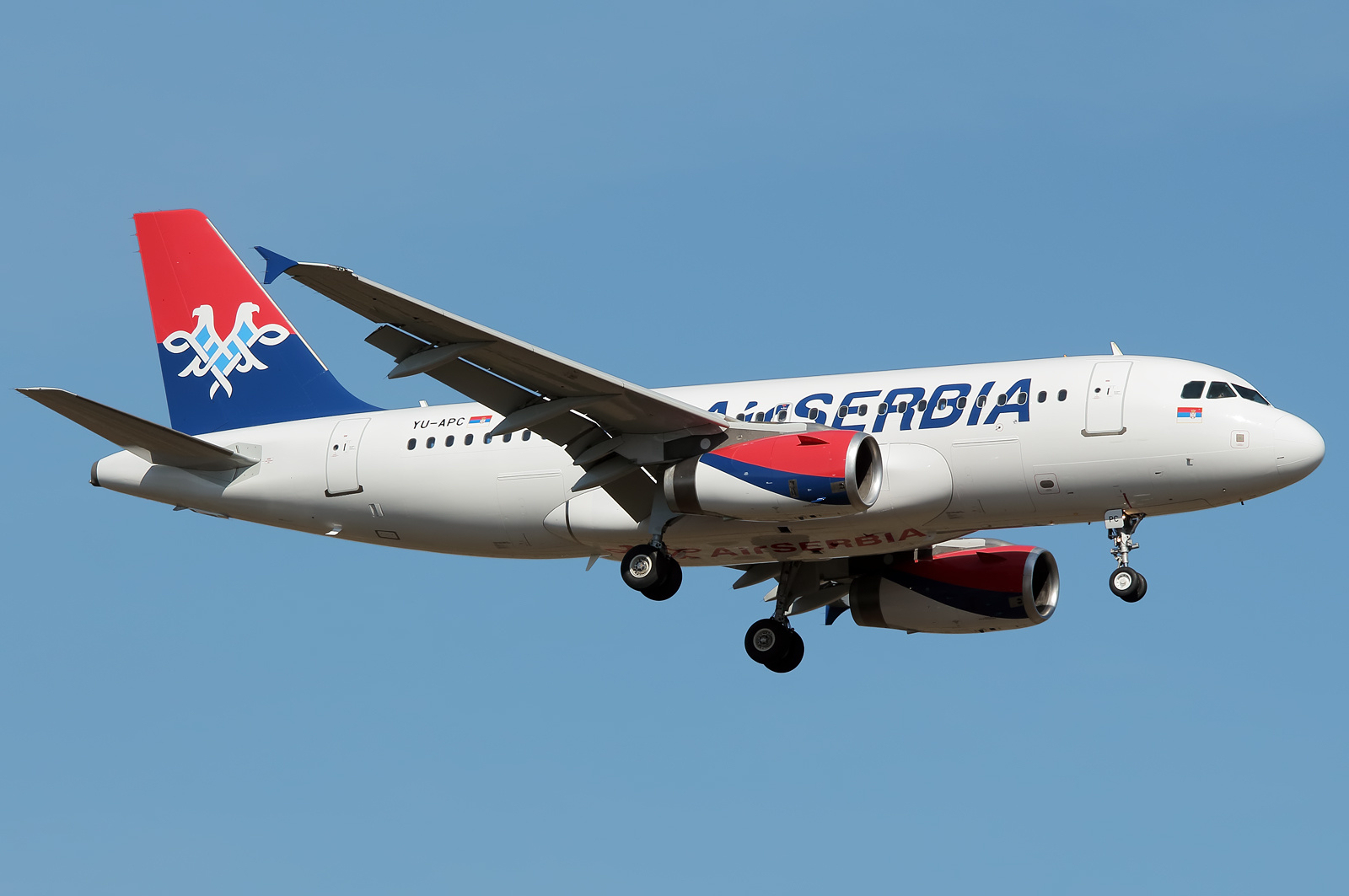
هواپیمای ایرباس ای۳۱۹ متعلق به ایر صربیا

ایر صربیا (به انگلیسی: Air Serbia) شرکت هواپیمایی حامل پرچم صربستان است، که در سال ۱۹۲۷ تحت نام ایروپات، تأسیس شد و در ماه اکتبر ۲۰۱۳ نام آن به ایر صربیا تغییر یافت. این شرکت در حال حاضر روزانه به ۴۱ مقصد، در اروپا، خاورمیانه و آفریقا پروازهای مستقیم دارد.
دفتر مرکزی شرکت ایر صربیا در شهر بلگراد، صربستان قرار دارد و فرودگاه بلگراد نیکولا تسلا، قطب این شرکت هواپیمایی به‌شمار می‌آید. شرکت ایر صربیا در حال حاضر در ناوگان هوایی خود، دارای ۳۰ فروند هواپیمای جت مسافربری می‌باشد. دولت صربستان با ۵۱٪ درصد و هواپیمایی اتحاد با در اختیار داشتن ۴۹٪ درصد از سهام ایر صربیا، بزرگترین سهام‌داران این شرکت محسوب می‌شوند.

## مقصدهای پروازی

### قرارداد نماد مشترک
ایر صربیا با شرکت‌های هواپیمایی زیر قرارداد نماد مشترک دارد:
- آدریا ایرویز
- ایژین ایرلاینز
- آئروفلوت
- ایر چاینا
- ایر اروپا
- ایر فرانس
- ایر سیشل
- ایربالتیک
- آلیتالیا
- اطلس گلوبال[۲]
- بلغاریا ایر
- ال عال
- هواپیمایی اتحاد
- کاال‌ام
- لوت پولیش ایرلاینز
- مونته‌نگرو ایرلاینز
- تاروم